# Михайлов, Юрий Матвеевич
Ю́рий Матве́евич Миха́йлов (25 июля 1930, Улитино, Западная область — 15 июля 2008, Тверь) — советский конькобежец, тренер, олимпийский чемпион 1956 года, серебряный призёр (1956) в классическом многоборье, чемпион СССР (1956 - 1500 м), серебряный призёр (1955 - 1500 м), бронзовый призёр (1955, 1956 - 500 м) чемпионатов СССР, 2-кратный рекордсмен мира (1956). Мастер спорта СССР (1954). Заслуженный мастер спорта СССР (конькобежный спорт) (1956). Выступал за ДСО "Строитель", ДСО "Локомотив" (Калинин).

## Биография
Родился в деревне Улитино Старицкого района Западной области РСФСР, (ныне Тверская область). В детстве вместе с родителями проживал в Калинине. После начала Великой Отечественной войны Михайловы были эвакуированы на Урал, где провели два года. С 1946 по 1949 годы Юрий посещал в Калинине боксёрскую секцию, где его наставником был Борис Мор. В 1949 году начал заниматься конькобежным спортом под руководством тренера Владимира Честного.

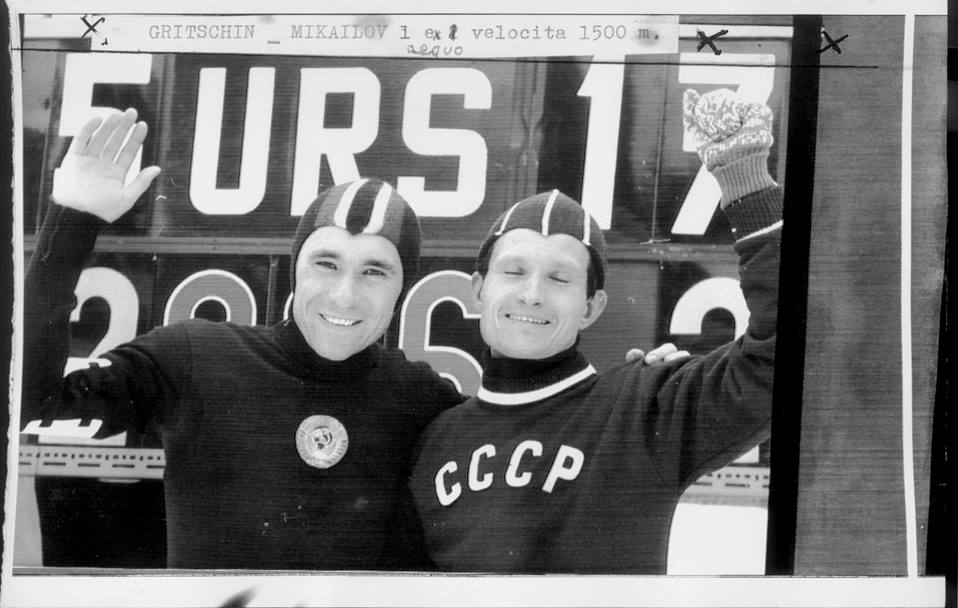
Михайлов (справа) и Евгений Гришин после «двойной» победы на дистанции 1500 м на Олимпийских играх 1956 года

В 1950 году участвовал впервые в первенстве СССР. Через год спорт пришлось оставить, пока с 1951 по 1953 годы он проходил службу в рядах Советской армии. Демобилизовавшись, возобновил занятия конькобежным спортом. Специализировался Юрий на дистанциях 500 м и 1500 м. Начинал выступать за спортивное общество "Строитель".
В 1955 году на чемпионате СССР выиграл "серебро" и "бронзу" соответственно на 1500 и 500 метров. на матче СССР-Норвегия Михайлов поднялся на второе место. В январе 1956 года на предолимпийской неделе в Давосе он стал первым в забеге на 1500 метров, установив мировой рекорд - 2:09,10 сек. 
30 января на зимних Олимпийский играх в Кортина д'Ампеццо в беге на 1500 метров разделил первое место с товарищем по команде Евгением Гришиным и повторил мировой рекорд Гришина, установленный им в предыдущем забеге - 2:08,6 сек.
В феврале дебютировал на чемпионате мира в Осло, где выиграл малую золотую медаль в беге на 500 метров и бронзовую на 1500 метров, но в сумме многоборья остался на 8-м месте. Через две недели на европейском первенстве занял 10-е место в общем зачёте, но вновь выиграл медали, золотую на 1500 метров и серебряную на 500 метров. В марте стал серебряным призёром в многоборье на чемпионате СССР в Свердловске,  а также выиграл "золото" на 1500 метров и "бронзу на 500 метров.
С 1957 года Юрий стал выступать за спортобщество «Локомотив». В феврале на очередном чемпионате Европы в забеге на 500 метров выиграл второе место, а в многоборье занял 13-е место. Он выступал ещё несколько сезонов на Всесоюзных соревнованиях, но был далёк от призовых мест и в 1961 году Юрий Михайлов завершил спортивную карьеру. В 1963 году вне конкурса участвовал в Алма-Ате в соревнованиях на приз Министра Казахской ССР и занял 1-е место в многоборье из двух дистанции на 500 и 1500 метров.
В 1968 году окончил факультет физического воспитания Калининского педагогического института. В 1969 году Юрий Матвеевич открыл в Калинине спортивную школу ДЮСШ № 4, которой руководил более 30 лет. В 2006 году его именем была названа Специализированная детско-юношеская спортивная школа олимпийского резерва (СДЮСШОР) в Твери. Был женат на Лидии Михайловой. 
Представлял ФСО «Россия». 25 июля 2005 года президент России Владимир Путин поздравил Юрия Михайлова с 75-летием. 
Скончался 15 июля 2008 года в Твери. Похоронен на Дмитрово-Черкасском кладбище в Твери 

## Мировые рекорды
| Дистанция | Время  | Дата           | Место    |
| --------- | ------ | -------------- | -------- |
| 1,500 м   | 2:09.1 | 20 января 1956 | Давос    |
| 1,500 м   | 2:08.6 | 30 января 1956 | Мизурина |

## Награды
- 20 января 1956 года - обладатель «Золотого эдельвейса», почётного приза, учрежденного влиятельным конькобежным швейцарским клубом «Давос»[10].
- 27 апреля 1957 года - награждён медалью «За трудовую доблесть» — «за успехи, достигнутые в деле развития массового физкультурного движения в стране, повышения мастерства советских спортсменов, и успешное выступление на международных соревнованиях»
- Крест святого Михаила Тверского (Тверская область)